# Bharat Heavy Electrical Limited Ranipur
Bharat Heavy Electrical Limited Ranipur (abbreviata in BHEL) è una città dell'India di 43.252 abitanti, situata nel distretto di Haridwar, nello stato federato dell'Uttarakhand. In base al numero di abitanti la città rientra nella classe III (da 20.000 a 49.999 persone).

## Geografia fisica
La città è situata a 29° 56' 35 N e 78° 06' 20 E.

## Società

### Evoluzione demografica
Al censimento del 2001 la popolazione di Bharat Heavy Electrical Limited Ranipur assommava a 43.252 persone, delle quali 23.052 maschi e 20.200 femmine. I bambini di età inferiore o uguale ai sei anni assommavano a 3.883, dei quali 2.101 maschi e 1.782 femmine. Infine, coloro che erano in grado di saper almeno leggere e scrivere erano 35.092, dei quali 19.915 maschi e 15.177 femmine.